# Центральна печера
Центральна печера (рос. Центральная) — печера в Казахстані, на плато Боролдайтау, південно-східні відроги Сирдар'їнського Каратау гірської системи Тянь-Шань. Печера комплексного (горизонтально-вертикального) типу простягання. Загальна протяжність — невідома. Глибина печери становить 80 м. Категорія складності проходження ходів печери — 1.